# 爱德华·科尔斯顿
爱德华·科尔斯顿（英語：Edward Colston，1636年11月2日—1721年10月11日）是一名英国商人、奴隶贩子、慈善家和保守党议员:7-10。
科尔斯顿出生于布里斯托的商人家庭，後來其在伦敦建立了一家外贸企业，並在西班牙、葡萄牙和其他欧洲港口从事葡萄酒、水果和布料的贸易。1680年，科尔斯顿加入從事英國與非洲西海岸的黄金、象牙和奴隶贸易的皇家非洲公司，並於1689年至1690年擔任該公司的負責人。
科尔斯顿離開皇家非洲公司後，开始進行放贷生意，并從事慈善活動，曾向布里斯托和伦敦的学校及医院捐款。他還擔任過布里斯托選區的保守黨國會議員。科尔斯顿臨終前，又将遗产赠予慈善机构。
科尔斯顿去世後，布里斯托不少学校、音乐厅、写字楼和街道等皆以科尔斯顿名字命名。1895年，一座5.5米高的科爾斯頓青銅雕像在布里斯托科尔斯顿大道上落成。
2020年5月26日，美国引发的乔治·弗洛伊德之死引发的示威活动之后，示威活动蔓延至欧洲地区，引发拆除历史争议人物雕像浪潮。科尔斯雕像被示威者拖到布里斯托港河中丢弃，之后英国当局将其打捞上来安置在博物馆。